# Volmar Wikström
Volmar Wikström (Pargas, Finlandia, 27 de diciembre de 1889-Helsinki, 10 de junio de 1957) fue un deportista finlandés especialista en lucha libre olímpica donde llegó a ser subcampeón olímpico en París 1924.

## Carrera deportiva
En los Juegos Olímpicos de 1924 celebrados en París ganó la medalla de plata en lucha libre olímpica estilo peso ligero, siendo superado por el estadounidense Russell Vis (oro) y por delante de su compatriota Arvo Haavisto (bronce).